# Eudulophasia
Eudulophasia is een geslacht van vlinders uit de familie van de spanners (Geometridae). De wetenschappelijke naam van het geslacht is voor het eerst geldig gepubliceerd in 1897 door William Warren.
Deze vlinders komen voor in Amerika. De typesoort E. invaria komt uit Venezuela.

## Soorten[2]
- Eudulophasia circumducta Warren, 1900
- Eudulophasia heterochroa (Felder, 1874)
- Eudulophasia invaria (Walker, 1854)
- Eudulophasia sanguinea (Butler, 1877)
- Eudulophasia sicelides (Druce, 1885)
- Eudulophasia tortricalis Herbulot, 1988